# Абросимов, Сергей Николаевич
Серге́й Никола́евич Абро́симов (род. 5 августа 1977) — российский футболист, играл на позиции защитника.
В 1994 году попал в заявку тольяттинской «Лады», за которую единственный матч в высшей лиге провёл 6 ноября того года в выездном матче 30-го тура против сочинской «Жемчужины-Кубани», на 79-й минуте матча выйдя на замену Юрию Соболю. В 1995 году провёл 13 матчей за дубль «Лады» в третьей лиге. В 1996 был в заявке основной команды, однако участие в матчах не принимал.